# LG Optimus L5
De LG Optimus L5 is een smartphone van het Zuid-Koreaanse bedrijf LG. Het toestel is het mid-rangetoestel van de eerste generatie van de 'L-serie', een lijn van smartphones die voor gebruikers met weinig geld een goed design en de recentste software wil bieden. Het toestel is geïntroduceerd tijdens het Mobile World Congress 2012 in Barcelona en komt uit in het zwart en in het wit.

## Software

### Interface
De Optimus L5 draait op Googles Android, versie 4.0, maar het toestel kan inmiddels worden geüpgraded naar versie 4.1.2 Jelly Bean. Boven op het besturingssysteem heeft LG zijn eigen interface gelegd, vergelijkbaar met HTC's Sense en Samsungs TouchWiz. De grafische schil is meer tot de "standaard interface" van Google gebleven en legt veel nadruk op de kleur wit. Ook heeft LG het vergrendelingsscherm aangepast. Door naar een bepaalde applicatie toe te slepen, gaat men gelijk naar die applicatie toe.

### NFC
Ook beschikt de telefoon over NFC, die net zoals de Sony Xperia S over een 'smarttag' bezit. Hiermee kan men, door de smarttag dicht bij de telefoon te houden, het toestel een bepaalde functie laten uitvoeren (zoals de telefoon uitschakelen), die de gebruiker zelf kan instellen.

## Hardware
De smartphone heeft een lcd-scherm van 4 inch groot met een resolutie van 480 bij 320 pixels. Onder het scherm bevinden zich 3 knoppen, een capacitieve "terugknop", de fysieke "thuisknop" en een capacitieve "menuknop". In het toestel zelf bevindt zich een batterij van 1540 mAh en een singlecore-processor van 800 MHz. Op de Optimus L5 zit er een camera van 5 megapixel op de achterkant.